# Styringomyia paulista
Styringomyia paulista is een tweevleugelige uit de familie steltmuggen (Limoniidae). De soort komt voor in het Neotropisch gebied.